# 自転車用タイヤ

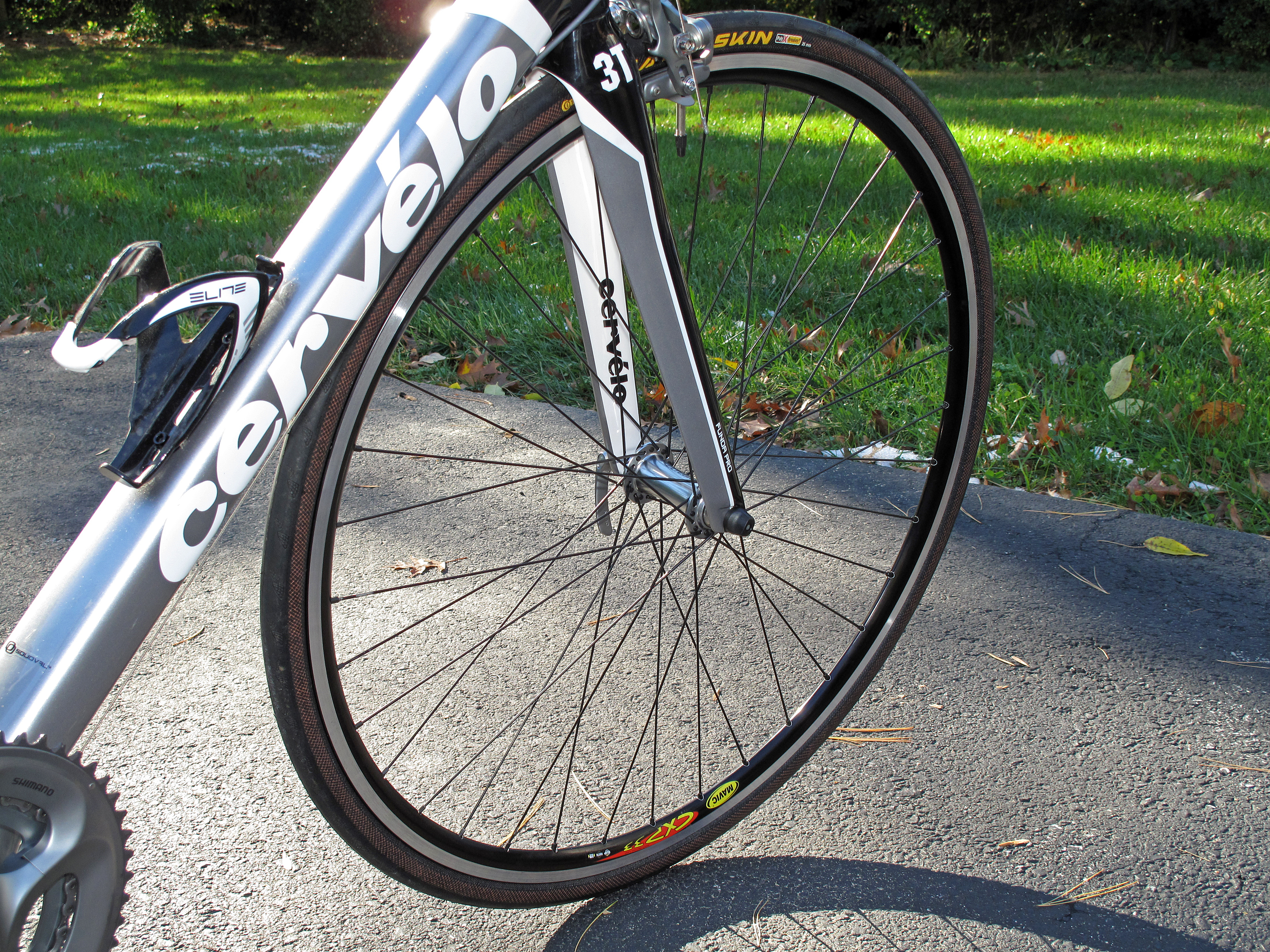
自転車用タイヤ

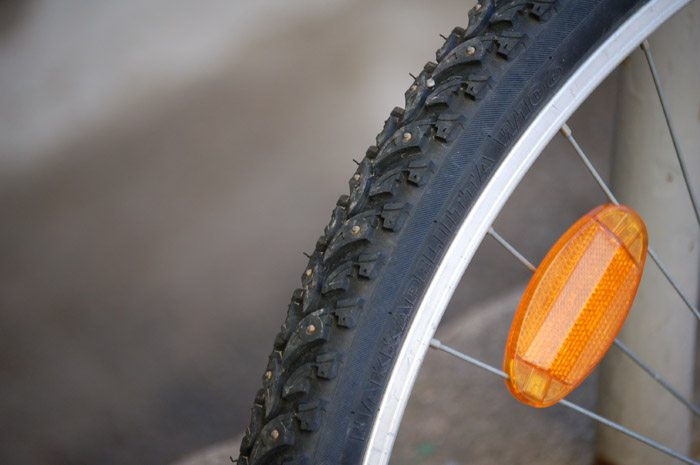
冬季に用いる自転車用スパイクタイヤ

自転車用タイヤ（じてんしゃようタイヤ）は、タイヤのうち自転車の車輪に装着されることを目的として作られたもの。基本的構造は自動車用、モーターサイクル用、各種産業用のタイヤと大きな差はない。ただ、自転車の動力源が人間であることに起因し、体型や主たる走行路面に合わせ効率のよい大きさという要因、各国まちまちの規格の乱立などから、サイズに関するバリエーションが非常に多い。

## 歴史
自転車の車輪は、その発生当時は鉄製でタイヤは固形のゴムが張り付いているものだった。乗り心地を高めるためには車輪の径を大きくする以外に手はなく、ペニー・ファージングのように前輪が巨大なものが発明されたりもした。1845年にロバート・ウィリアム・トムソンが空気入りタイヤを考案し、特許を出願した。このトムソンの特許の重要性は、社会に認められないまま時間が過ぎた。安全型自転車の登場により車輪の径が小径になったのとほぼ同時期の1888年、イギリスのダンロップによって空気入りタイヤが発明され、商業化された。トムソンとダンロップとの間で特許権の争いが一時発生したが、収まった。

## 種類

### チューブラー

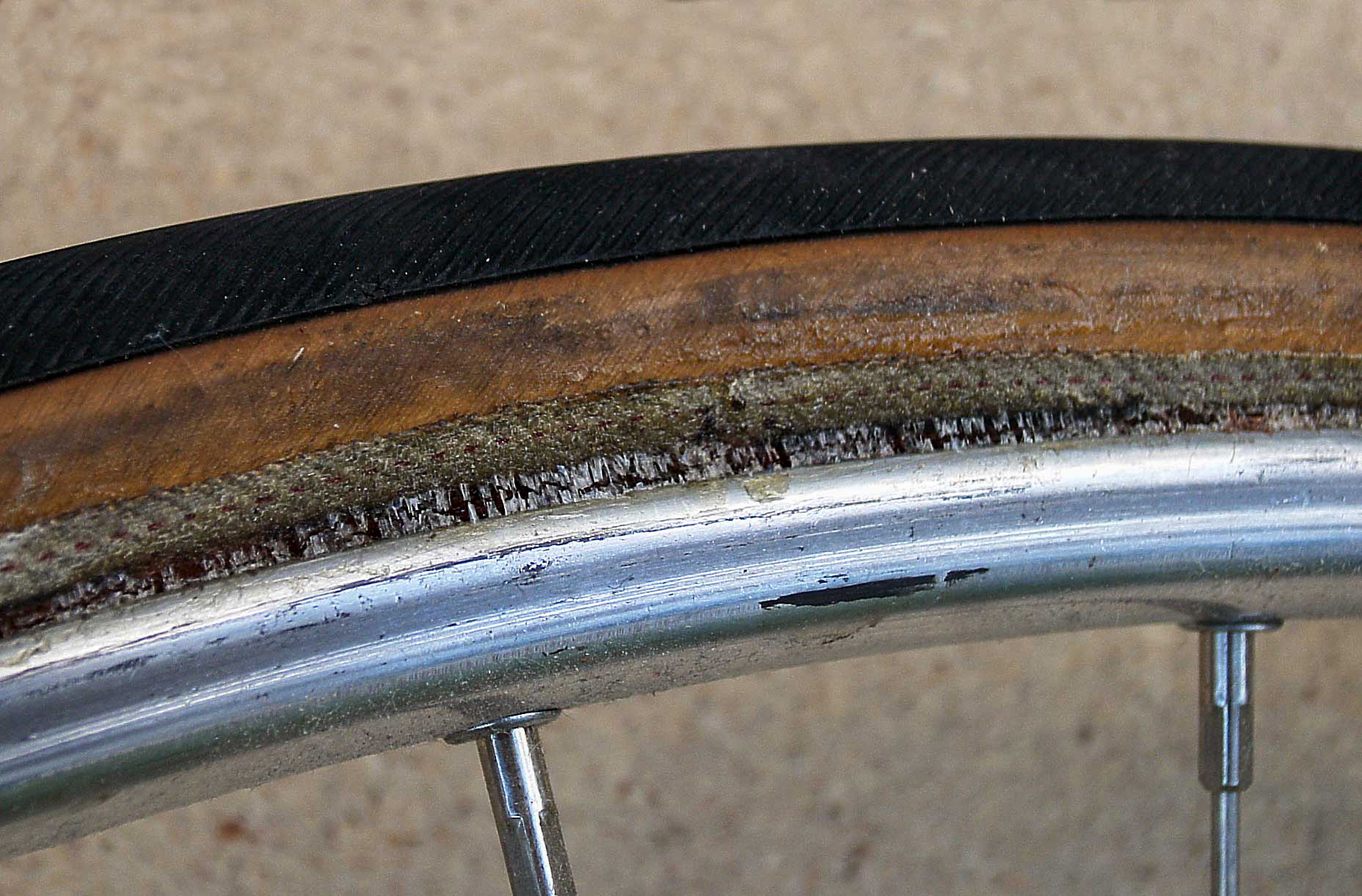
チューブラータイヤ

「チューブラータイヤ」はゴム製のインナーチューブを袋状の布（「カーカス」または「ケーシング」と呼ぶ）で縫い包み、接地面のトレッド部にゴムを張ったタイヤの事である。自転車チューブを更に頑丈なゴムの円周状カバー（ケーシング）で包んだと考えればよい。専用の「パイプリム」（成形された環状金属パイプのリム）に装着する。
タイヤの最も古い形であり、初期の安全型自転車はこの形であったが、現在ではロードレースやトラックレースの競技用や、一部の上級者や愛好者の使用がほとんどの割合を占める。また、その限界性能の高さから、実業団のロードレースでは選手の9割以上が試合用タイヤとしてチューブラーを使用している。
カーカス部分は綿やケブラー繊維のような合成繊維、一部の高級品は絹が使用される。ホイールのリムには、リムセメントと呼ばれる接着剤や専用の両面テープを使用し貼り付けて使用する。
単純な構造ゆえにリム、タイヤ自体共に軽量で、乗り味がしなやかであり、またリムのタイヤ接触部に鋭い角を持たないためパンクの主原因のひとつであるリム打ちパンク（スネークバイト）が殆ど起こらず、したがってパンクし難い。また構造上断面の真円度が高いためコーナリングの挙動がつかみやすいなどのメリットもある。ちなみに最初期のツール・ド・フランスではタイヤはチューブラーしか選択肢がなく、またルールも現在のチーム制と違いサポートカーもなく故障は自前で修理しなければならないという原則があったために、パンクしたら貼り付いたチューブラータイヤを歯で噛み付いて無理矢理はがした選手もいた。
チューブラーの欠点は、修理や交換の手間がかかるという事と、ランニングコストが高い事である。パンク修理の手間が非常にかかる（パンク位置の見当を付ける→張りつけられているリムテープをはがす→凧糸製の縫合糸を切って抜く→これでやっとチューブが出て来るので穴にパッチを貼る→タイヤ内に押し込んで戻す→元通り縫合する→リムテープを張りつける、が必要）上に、修理しても初期性能を復活させることが難しいので、事実上使い捨てである。またリムセメントを使用する場合、タイヤ交換時には接着強度が上がるのを待たねばならない分時間がかかる（適当な接着のまま出走しようものならタイヤが外れる）。また近年は縫い目が見えないシームレスも存在する。実際にはチューブを入れるために縫い目があるのだが、縫い目を外側にし、その上にタイヤトレッドを乗せるために、見た目上縫い目がない。シームレスにしたことで精度の向上などが期待できるが、パンク修理はできないのでシーラントなどで予防する必要がある。
近年はリムセメントではなく専用の両面テープを用いることも多い。この方式を用いることによってタイヤ交換に要する時間は大幅に短縮される。加えて、シーラントと呼ばれるパンク防止剤を事前に注入することで、もともと高い耐パンク性能がさらに改善されるため、ランニングコストの低減とともに、クリンチャーにはない乗り味を持つことから、徐々に愛好者が増える傾向にある。また、非常に少ないが、クリンチャーリム用のチューブラータイヤも存在する。チューブラータイヤのリム面にクリンチャーリムのエッジに嵌るような凸部があり、この部分でリムと結合する。そのためリム内幅に制限がある。乗り心地はクリンチャーに近い。チューブラータイヤは装着するときにリムセメントや専用のテープが必要だが、このタイヤは必要がない。またチューブがないので装着時にチューブを挟んでしまうようなこともない。

### クリンチャー

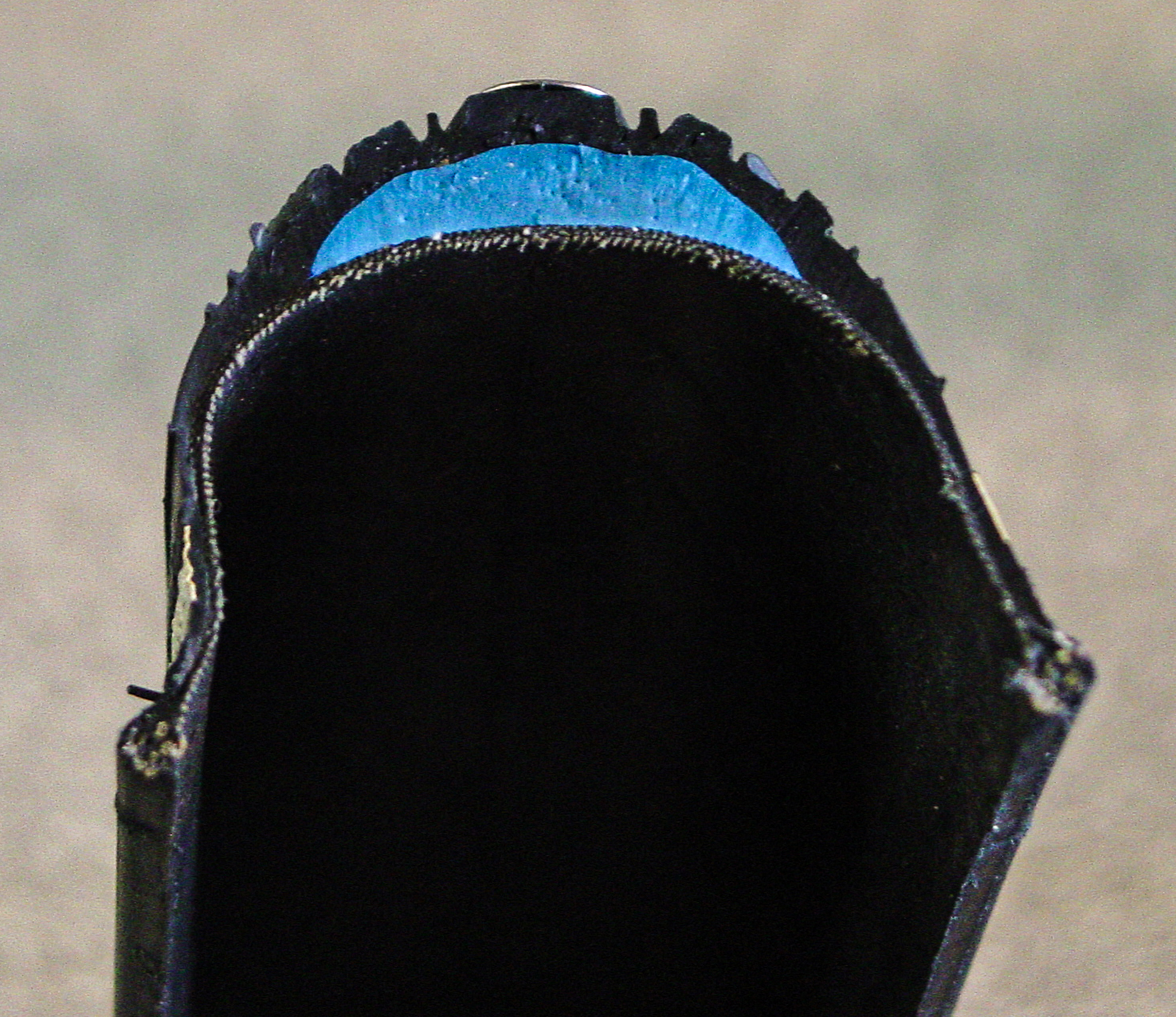
クリンチャー式タイヤの断面。水色の部分は異物貫通を防ぐための樹脂ベルト

タイヤとチューブが別体になっている。タイヤのビード（後述）をリム内側の溝に引っかけ、タイヤ内に納めたチューブを膨らますことによってビードがリムに押しつけられて、タイヤの形状を維持する。チューブラーよりも手軽であるため、現在主流のタイプとなっており、ロードレース、トラックレース等の一部の競技用自転車を除けば大部分がクリンチャーである。やはり専用の「WO（ワイアードオン）リム」に装着する。パイプリムとの互換性は、一部の両用型以外はない（フランスのウォルバー社製「スーパーチャンピオン・ミキステ」リムが両用型として有名だった）。
チューブラーと違い、タイヤはリムに引っかけて固定されているだけなので脱着が簡単。接着剤を使用しないのでタイヤ装着後すぐに走行できる。クリンチャータイヤがパンクした場合には、タイヤから中のチューブを取り出し、ゴムパッチでチューブの穴を塞ぐだけでパンク修理できる。このように交換・修理が容易でメンテナンス性に優れ、さらにタイヤ・チューブの再利用が可能で経済的。タイヤ自体も比較的安価である。また、断面の形がチューブラーより四角に近いため、グリップ力が高いという長所もある。
欠点として、リムのサイドウォールと路面との間にタイヤとチューブが強く挟まれることで穴が開く「リム打ちパンク」が起こりやすい。このときチューブには蛇が噛んだように二つの穴が並ぶので「スネークバイト」の別名がある。また、リムへのタイヤの装着不良、何らかの衝撃が原因でタイヤがリムから離れた時などに、離れた部分のチューブが外に膨らんで破裂することがある（破裂はタイヤの中で起こることはなく、多くの場合、破裂後タイヤは元の状態に戻るので、タイヤの中で破裂としたと感じる。）。ただしチューブの破裂は、リム打ちパンクに比べれば起きる確率は非常に小さい。また、空気圧を上げると、横に広がろうとするので横方向のリムの強度を上げる必要がある。そのためチューブラー用のリムよりも重量が増す事が多い。
クリンチャータイヤには「ビード」と呼ばれるタイヤの両端の盛り上がりがあり、これはタイヤをリムに引っ掛けて固定する部分である。このビードの盛り上がりには、従来は全て鉄線が埋め込まれていたが、近年になってスポーツサイクルではより軽量なケブラーワイヤーが埋め込まれることが多くなってきた。どちらが埋め込まれているかは、簡単に判別できる。折り畳めず、タイヤ単体でも円形を保っていれば鉄線、柔かく折り畳めるものはケブラーである。
リムとのはめ合わせ方法の違いでWO (Wired On)、HE (Hocked Edge)、BE (Beaded Edge) の3つに分類される。WOはさらに英国規格とフランス規格に分かれている。タイヤサイズはいずれもタイヤ外径×太さで表す。
WO（ワイヤードオン）
WOは英国、フランスの規格。狭義には英国規格のものをWOと呼び、フランス規格のものはクリンチャーと言う場合もある。ビード部の形状は英仏共通だが、サイズの表記が異なり、英国規格はinch×inch分数表記（例 : 26×1-3/8）、フランス規格はmm×mm表記（例 : 700×23c）である。軽快車はWO英国規格、ロードバイク・トラックレーサーおよび多くのクロスバイクはWOフランス規格である。※フランス規格の例23cのcは単位ではなく、リム外径の4規格a・b・c・dのうちのcである。
HE（フックドエッジ）
HEは米国の規格。WOとはビード部の形状が異なり互換性はない。また同じインチ数でもWOより一回り小さい。これは、この規格の標準の太さが2.125インチであり、この太さのタイヤを装着した際に、呼び径相当の外径となるように設計されているのに対し、実用上、標準のサイズでは太すぎる為に、標準よりも細いタイヤが多数派となってしまったからである。サイズはinch×inch小数点表記（例 : 26×1.75）。マウンテンバイク、BMX、折り畳み自転車を含む小径車、子供車が採用する。
BE（ビーデッドエッジ）
BEは引きかける部分より下側に耳が出ていて、タイヤを装着するとチューブをタイヤが包み込む形となる。通称「耳つきタイヤ」。リム打ちパンクに強く、荷重や悪路に強いが、重い。サイズはWO英国規格と同様でinch×inch分数表記。現在ではかなり珍しいタイプで、古い運搬用途の車両（実用車やリアカー等）に見られる。

### チューブレス
チューブレスは2006年以降に普及しつつある第3のタイプで、およそクリンチャーからチューブを排したものと言ってよい。クリンチャーと異なる点として、空気が漏れないようにリムの裏側にはスポーク穴が一切無く、バルブはリムに直接装着され密封されている。チューブレスタイヤはクリンチャータイヤと見た目がよく似てはいるが、一番内側には空気を保持するためチューブに相当するブチルゴムの層が追加されており、ビード部分がより密閉性の高い形状になっている。しかし基本的な構造はクリンチャーと大差ないため、多くのチューブレス用ホイールは、バルブを外し中にチューブを入れてクリンチャーとして使用することが出来る（このタイプのホイールは2WAY-FITと呼ばれる）。
チューブレスタイヤの最大のメリットは対パンク性能の高さである。具体的には、構造上リム打ちパンクは発生しない。異物が刺さってパンクした場合にも、クリンチャーのチューブのように大きな穴や裂け目が開きにくく急激な減圧が起こらないので、数kmはそのまま走行することが出来る。タイヤの内側はチューブと同じ素材なので、パッチを直接貼ってパンク修理することも可能。またチューブが無いことによって、わずかだが走行抵抗が小さくなる。デメリットとしては、製品のラインナップがまだ少ないためにホイール、タイヤともに選択肢が少ない。チューブレス対応ホイールは一般的に高価である。ビードが硬くタイヤの脱着に多少慣れが必要である点が挙げられる。
リム打ちパンクが起こらないという特性から、クリンチャータイヤでは不可能だった低圧での走行が可能になり、このメリットを活かせるマウンテンバイク競技においてシェアを広げ、主流になりつつある。低圧にできるチューブレスタイヤでは従来のクリンチャータイヤよりグリップが向上する。近年、ロードバイク用のチューブレスタイヤも市販されるようになった。2010年8月時点では対応ホイールはシマノ、カンパニョーロ、フルクラム、ケインクリーク、コリマ、エークラスから、タイヤはIRCとハッチンソンから発売されている。

## タイヤサイズ

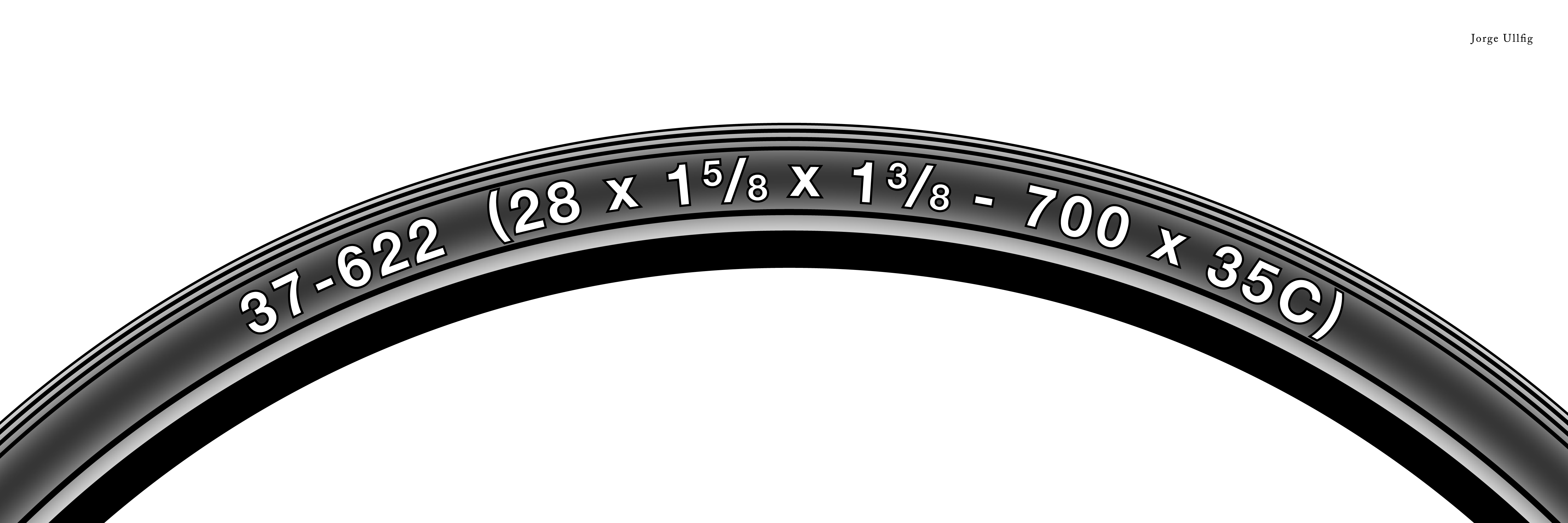
タイヤサイズの表示例

自転車用のタイヤは、折り畳み自転車で使われる6インチサイズから36インチサイズまで40種類以上存在する。
タイヤサイズは外径とタイヤ幅で表記される。たとえば26×1 3/8と表記されたタイヤは英国規格の26インチサイズでタイヤ幅が1 3/8インチ（約35mm）となる。26インチサイズとはタイヤ外径が26インチということではなく、呼び径である。HEタイヤはタイヤ幅が小数点表記される。たとえば、26×1.75というタイヤは、HE規格の26インチサイズ（英国規格より外径で40mmほど小さい）でタイヤ幅が1.75インチということになる。
分数表記、小数表記での区別は日本国内で見かける主要な製品だけに適用される。欧州の一部（ドイツ、オランダ）では小数点表記が英国規格、分数表記が米国規格である。

### フランス規格
| インチ表示          | フランス式 | 国際式 (ETRTO) | ビード 径 |
| ------------------- | ---------- | -------------- | --------- |
| 26×1 3/8            | 650A       | 590            | 590       |
| 26×1 1/2            | 650B       | 584            | 584       |
| 26×1 3/4            | 650C       | 571            | 571       |
| 27×1 1/4            | none       | 630            | 630       |
| 28×1 3/8            | 700A       | 642            | 642       |
| 28×1 1/2            | 700B       | 635            | 635       |
| 28×1 3/4 (28×1 5/8) | 700C       | 622            | 622       |

フランス規格はタイヤ外径をミリメートルで表示し、対応するタイヤの太さを示す記号A・B・Cという添え字をつけて表記する。添え字は分類の都合でつけられるもので、概ね「1 3/8がAサイズ、1 1/2がBサイズ、1 3/4がCサイズ」とされているのだが、例外的にAサイズが何ミリという決まりは外形ごとに異なる例も幾つかある。イギリス式のインチ表示と同じく先にタイヤ外径を決めてあるので表記A→B→Cと太くなるにつれてリムの外径およびタイヤビード径が小さくなる。たとえば28インチ≒711.2ミリメートルすなわち（28×25ミリメートルで）外形700の場合を例にすると、(1 3/8インチ相当)Aサイズのビード径642ミリメートル、(1 1/2インチ相当)Bサイズのビード径635ミリメートル、(1 3/4あるいは1 5/8インチ相当)Cサイズのビード径622ミリメートルというぐあいになっている。
というのが基本的な考え方である。
しかし(NaCoR 1988;鈴木邦友 1989, p. 45)の表によれば、欧州諸国においても700のAサイズの使用例は皆無であり、同Bサイズの使用例も一部の国を除いてほとんどなくなっている。そしてCサイズ用リムに対して細いタイヤや太いタイヤが使われるようになったこともあり、さらに太さの数字を添えて表記する。たとえば700×23C（700C-23と表記することもある）という表示は700Cサイズ（リムの嵌合部径が622mm）でタイヤ幅23mmということになる。

### ETRTO
自転車用タイヤの規格は乱立しているため、どのタイヤがどのリムに適合するか、表記だけで判別することが難しくなった。そこでクリンチャータイヤにおいてはETRTO (エトルト、European Tyre and Rim Technical Organisation。欧州タイヤ及びリム技術機構) の統一基準によるサイズが併記されるようになった。
ETRTO表記ではタイヤ幅を前に、タイヤのビード径（リムにはまり込む部分の直径）をハイフンで区切って表記する。前述のWO 26×1 3/8はETRTOでは37-590、26インチHE 26×1.75は47-559、700×23cは23-622となる。
自転車のタイヤを交換するとき、ETRTO表記が同じであれば交換することが可能である。製造メーカーによっては、ビード径の表記が1mm程度異なる場合も（16インチHEでの305と306）装着可能である場合も多い。ただし、リムの形状がHEかWOかで引っ掛け部の形状が異なるので注意は必要である。

## トレッドパターン

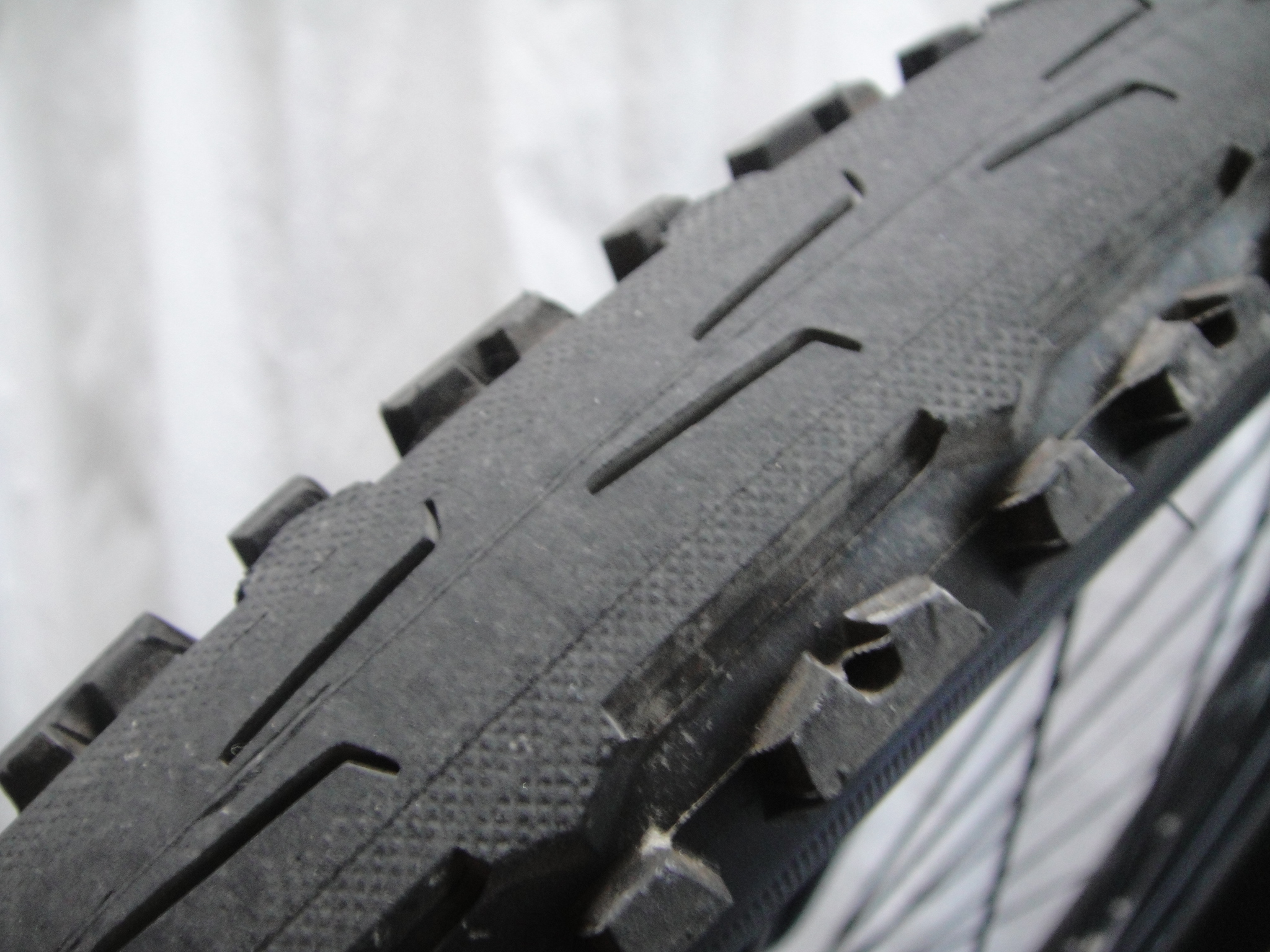
セミスリックタイヤ (KENDA)

路面に直接触れるタイヤの表層部分には濡れていたり、ぬかるんでいる路面とタイヤの間の水分を排出して滑りにくくするための溝がある。この溝をトレッドと呼び、この部分の突起や溝の有無で以下のように分類できる。

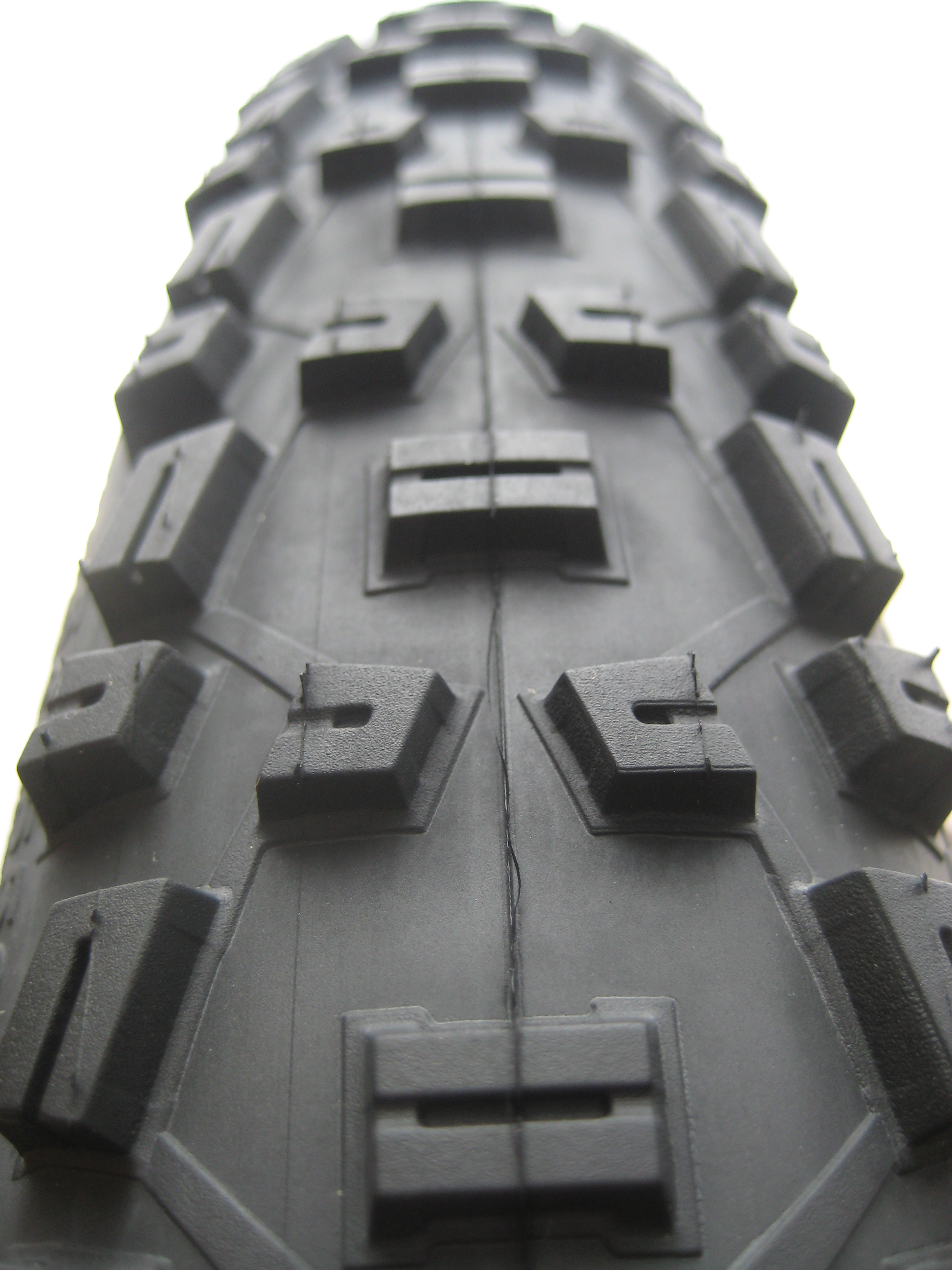
ブロックタイヤ
表面に大きめの突起が多数ついているゴツゴツした見た目のタイヤ。オフロード用であり、主にマウンテンバイクに使用する。土や石のコースでは圧倒的なグリップを発揮する。しかし表面の凸凹によって転がり抵抗が大きくなり、ペダリングのエネルギーが奪われて漕ぎが重くなる。また、スリックタイヤと比較したとき、ブロックの重量のためタイヤが重くなる。
スリックタイヤ
表面の凹凸が無いなめらかなタイヤ。多少の模様がついているものもスリックタイヤに含む。晴れている時の舗装路用で、主にロードバイクやクロスバイクに見られる。転がり抵抗が小さいため、漕ぎが軽い。溝がないため、雨天での使用は非常に危険であることに留意されたい。
セミスリックタイヤ
センタースリックタイヤともいう。ブロックとスリックの中間のタイヤ。オフロードと舗装路両方を走ることを想定している。主にマウンテンバイクに使用する。トレッド中央はスリックかごく浅いパターンで舗装路直進時の転がり抵抗を抑え、サイドはブロックタイヤ同様に突起が配置されており、悪路でのコーナリングに対応している。デュアルパーパスタイヤ(トレールタイヤ)とも呼ばれる。

## チューブ

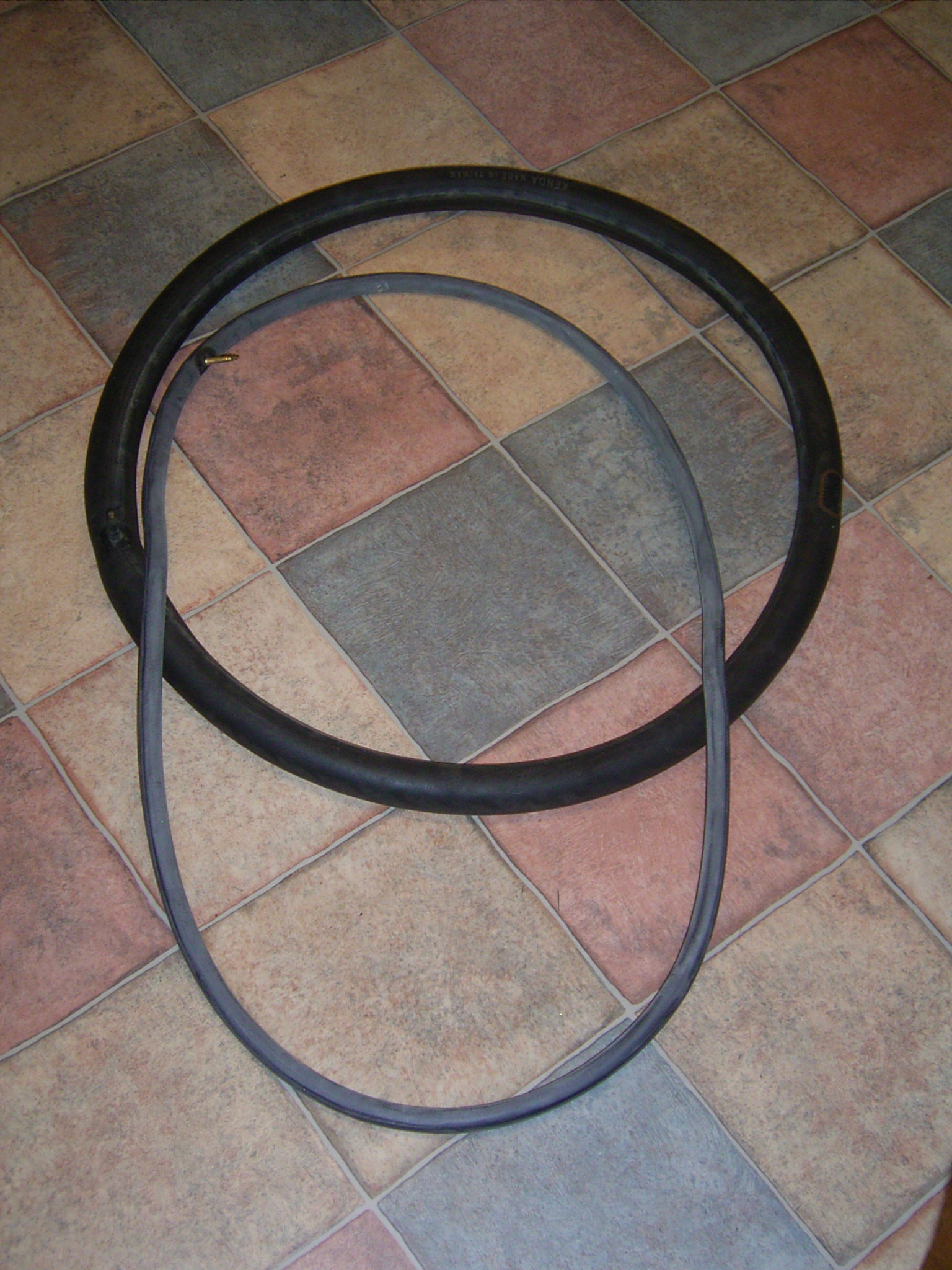
チューブ

チューブはクリンチャータイヤ特有の部品で、タイヤ内の空気を保持するための浮き輪と同じドーナッツ状のゴム風船のようなものである。
チューブにはバルブがあり、弁機構により空気が充填できる。チューブはブチルゴム、ラテックス、ポリウレタンなどで作られる。チューブはタイヤ側とリム側に接しているが、リム側のスポークなどの突起物で穴が開きパンクを起こす場合がある。これを防ぐため、リム側にはリムテープ（「リムフラップ」「ふんどし」とも呼ばれる）を張りパンクを防止する。
空気保持力が高く安価で耐寒性も高いブチルゴムが、材質としてもっとも普及しているが、競技用自転車では、より軽量なラテックスゴムが用いられることも多く、ポリウレタン樹脂も用いられる。これらのチューブは、軽量でしなやかだが空気が抜けやすく、空気圧のこまめな点検が必要である。また、耐久性もブチルゴムに劣る。
チューブは自転車の走行で磨り減る消耗品である。タイヤが転がると接地面でタイヤが変形し、内部のチューブとタイヤとがこすれあう。タイヤが転がるとタイヤ内面がチューブを削り、薄くなることで空気漏れを起こしたりパンクを起こすのである。これを防ぐために、タイヤ内面にタルクの粉末（タルカムパウダー）を塗りすべりをよくすることもある。空気圧が低ければタイヤの変形量が大きくなりチューブの減りが早くなる。パンク防止には、リム打ちパンクを防ぐという意味でも、タイヤの空気圧を適正に保つことが重要である。また、適正空気圧はほとんどの場合、タイヤの横部に〇〇PSI、〇BARなどと表示されている。仏式バルブ、米式バルブの場合は、この数値を参考に一般販売されている空気圧ゲージ付きの自転車用空気入れで手軽に適正空気圧まで空気を充填、加圧できる。シティサイクル、軽快車等に多く採用されている英式バルブの場合は、英式から米式に変換するアダプターで外側を米式バルブにすることにより空気圧を計測しながら空気を充填出来るようになる。
現在ではチューブ部分がウレタン素材になっているノーパンクのものも存在する。

## バルブ

英式バルブの原理図

米式バルブの原理図

バルブは空気を入れる部分の弁である。全5種類があり、そのうち日本で一般に見られるのはJIS D 9422『自転車用タイヤバルブ』に規定されている英米仏の3種類が主要である。各バルブに合致した空気入れを使わないと正しく充填できない。空気入れの中には、複数のバルブに対応した物も多くある。またバルブ間の変換アダプターも200円程度で売られている。
英式バルブ（ウッズバルブ、ダンロップバルブ）Dunlop valve (Woods valve, Hollands valve, English valve)
スコットランドの発明家ジョン・ボイド・ダンロップの名に因んでダンロップバルブとも呼ばれる。日本では軽快車を中心にもっとも普及しているバルブ。高い空気圧には対応できず空気漏れもしやすいがバルブの補修は容易。ただし、虫ゴムと呼ばれる細いゴムチューブの弁が劣化しやすく、劣化が進むと急速に空気漏れが起こるため、定期的に交換が必要。虫ゴムを使わない改良タイプの「スーパーバルブ」という製品も発売されている。
米式バルブ（シュレーダーバルブ）Schrader valve (Auto, Moto, American valve)
ドイツ系アメリカ人の発明家オーガスト・シュレイダーの名に因んでシュレーダーバルブとも呼ばれる。主にマウンテンバイクやBMXなど激しいライディングを想定した自転車に採用される。シティサイクルやマウンテンバイクをベースにしたクロスバイクにもよく使われている。構造が単純で扱いやすい。また頑丈で空気も漏れにくいがやや重い。自動車やモーターサイクルと共通であるため、それらに空気を充填できる設備があれば基本的には共用可能。バルブ外径が英式と同じ為、英式バルブ装備車と相互に交換することが可能なほか、前述の英式バルブのバルブコア部分を交換することで米式にできる「エアチェックアダプター」という商品も存在する。
仏式バルブ（フレンチバルブ、プレスタバルブ）Presta valve (Sclaverand valve, French valve)
ロードバイクやクロスバイク、XC用のマウンテンバイクなどレース用の自転車でよく使われる。チューブラータイヤもほとんどこのタイプである。高圧の充填が可能。先端の小さなナットを緩め、いったん押し込んで弁を開いてから充填する。軽量だが構造的に華奢。
競輪バルブ
基本的な構造は英式と同じだが、細い。競輪用のチューブラータイヤで使用される。競輪車をベースにしているためピストバイクにもそのまま使われる事がある。
イタリアンバルブ（レヂナバルブ）
外観は仏式に似ているが、バルブがねじ止めされており取り外し交換できるようになっている。ヨーロッパ（イタリア、ドイツなど）の一般車で見かけるが、日本国内ではまず見ない。
米式バルブと仏式バルブはその構造から専用の圧力計を使用して空気圧を計測することができる（米式なら自動車用ゲージが使用出来るが、小型自動車向けゲージは最大でも500 kPa（約73 psi）程度までしか測れないため、これ以上の高圧タイヤの場合は使用できない）。このため、空気圧の調整・管理が容易であることから、競技・スポーツ用自転車のほとんどには、米式か仏式いずれかのバルブが採用されている。

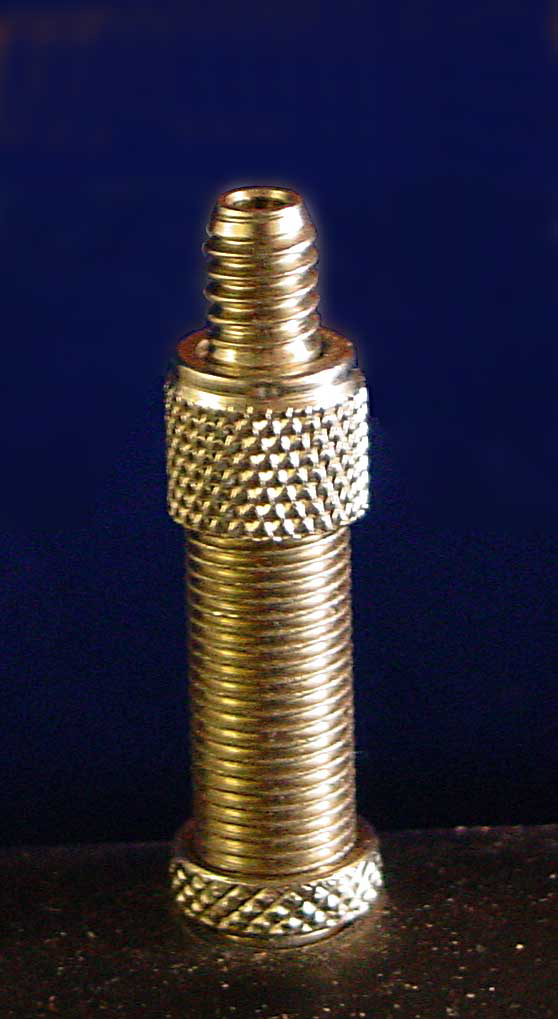
英式
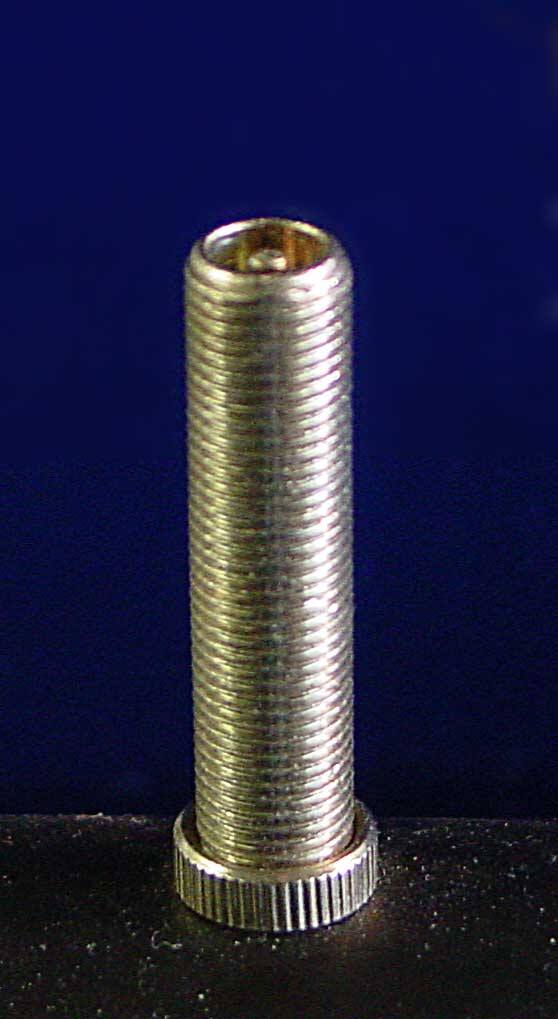
米式
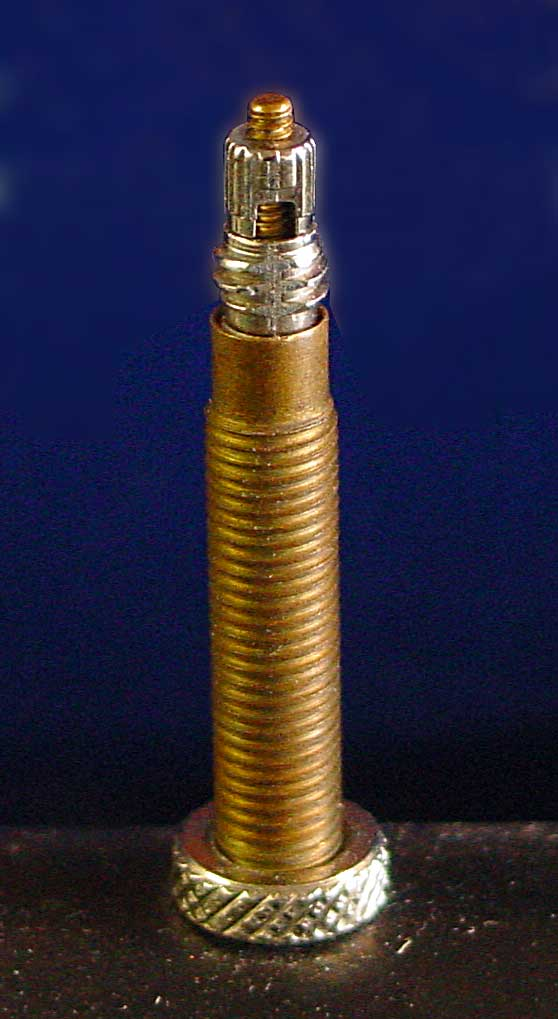
仏式
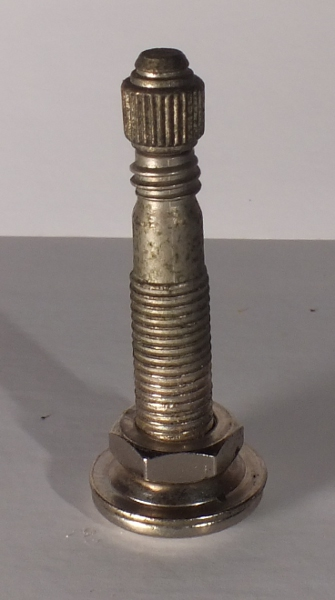
伊式（レヂナバルブ）
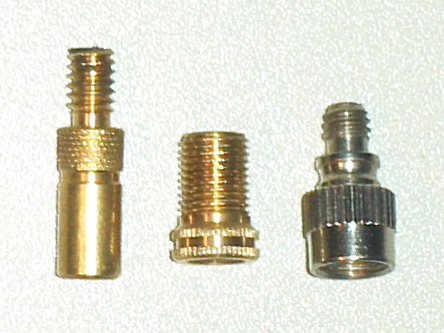
バルブ変換アダプター